# Tisza Lajos Textilipari Szakközépiskola
A Tisza Lajos Textilipari Szakközépiskola Szeged egyik jelentős tanintézménye volt 1951. évi alapítása és 2007. évi megszüntetése között. Fennállása idején elsősorban a szegedi és Szeged környéki textil- és ruhaipari üzemek középszintű szakembergárdájának kiképzésében vette ki részét, a szakma magasszintű megbecsülését élvezve.

## Előzmények[1]
Szegedet az ókori rómaiak alapították és már akkor is fontos vízi és szárazföldi kereskedelmi útvonalon volt. Földrajzi és meteorológiai adottságainál fogva környékén erőteljesen bontakozott ki a mezőgazdasági termesztés és a kézművesség, a polgári fejlődés során egymásután alakultak a céhek A gabonafélék mellett elterjedtek az ipari növények is. Nagyon fontos volt a kender- és később a lentermesztés, az itt feldolgozott kenderből – bár eleinte csak kézműipari jelleggel – köteleket, hajóponyvákat, zsákokat készítettek. A 19. század vége felé jelentek meg a gyárak, amelyek kibontakozását azonban hosszú ideig hátráltatta az Osztrák–Magyar Monarchia vámpolitikája, aminek következtében az itt termelt nyersanyagokat csak osztrák és cseh vállalatok dolgozták fel. Az 1880-as években jelent meg Szeged környékén a nagyobb arányú kenderfeldolgozó ipar. 1873-ban létesült a Bakay-féle mechanikai kötélüzem – amit 1883-ban Bakay-féle Szegedi Fonó-, Szövő- és Kötélgyár néven részvénytársasággá alakítottak –, majd 1875-ben az Újszegedi Mechanikai Kötőüzem. Ezután már rendre alakultak újabb és újabb textilgyárak, amelyek termelését elsősorban a környékről származó kenderre és gyapjúra alapozták. Az első világháború utáni években már egyre több kisebb-nagyobb textilüzem jelent meg a városban, ezek száma 1926-ra már 8-ra szaporodott. Az üzemek egy része azonban az 1929–1933 közötti gazdasági válság hatása alatt tönkrement és megszűnt, csak a tőkeerős nagyüzemek és a csekély befektetéssel dolgozó kisipari üzemek maradtak fenn. A válság elmúltával ismét fellendült ugyan a textilipar, azonban a második világháború eseményei nagy kárt okoztak a gyárak egy részében.
A háború után működőképes vállalatok nyersanyaggal történő ellátása nehézségekbe ütközött. A kendertermelés az 1938. évinek tizedére csökkent, amit Jugoszláviából és Olaszországból igyekeztek pótolni, gyapjút és pamutot Nagy-Britanniából – a pamutot részben a Szovjetunióból is – szereztek be. 1948-ban a gyárakat államosították és ezt követőleg lehetőség nyílt azok jelentős korszerűsítésére, bővítésére és Szeged hamarosan az ország egyik legnagyobb textilipari központja lett. 1949–1950-ben épült fel Közép-Európa egyik legkorszerűbb fonóüzeme, a Szegedi Textilművek.

## Az iskola története[2][3]
Ilyen ipari háttér mellett magától értetődött, hogy szükség van egy olyan szakiskolára, ahol a textilüzemek részére középfokú ismeretekkel felruházott szakembereket képeznek. A Szegedi Gépipari Technikumban már egy évvel az alapítás előtt indítottak egy textiles osztályt. Egy évvel később, 1951-ben alapították meg – a budapesti 1. és a győri 2. számú után – a szegedi 3. számú Textilipari Technikumot, fonó. és szövőipari tagozattal, és még abban az évben meg is kezdődött az oktatás a volt Piarista Gimnázium épületében. Egy év múlva foglalhatta el az iskola végleges otthonát, egy volt laktanyát, és hamarosan megépült a kollégium is.
1961-ben kezdték meg az egy éves iparitanuló oktatást a fonó és szövő szakmákban. Ezt megelőzően csak 6-hónapos tanfolyami képzés formájában képeztek ipari tanulókat.
1968-ban vezették be itt is a szakközépiskolai rendszerű oktatást. Az 1970-es évek elején a rost- és pamutfonó ill. -szövő szak mellett megjelent a kötéstechnológia oktatása is, mert a szegedi textilgyárak némelyikében kötőgépeken is megkezdték a termelést. 1974-ben az iskola meglévő, korszerűen felszerelt fonó és szövő tanműhelyei mellett kötő tanműhellyel bővült.
Az iskola programjában már kezdettől fogva szereplő felnőttoktatást 1974-ben levelező rendszerű oktatással bővítették, és a fonó-szövő szakmák mellett kiterjesztették a ruhaiparra is.
1991-ben indították meg a nappali tagozatú szakközépiskolai képzést, előbb a női szabó, majd a takács és kötöttárukészítő szakmában.
1994-ben a Szegedi Textilművek területén működő, Bakay Nándor nevét viselő szakközép- és szakmunkásképző iskolát a szegedi önkormányzat összevonta a Textilipari Szakközépiskolával és Textilipari Szakközép- és Szakmunkásképző Iskola néven, a technikum épületében hozta létre az új létesítményt. Ez lett akkor az ország legnagyobb könnyűipari szakközépiskolája. Itt új oktatási-képzési formákat indítottak meg: a fiatal szakmunkások két év alatt érettségi vizsgára készülhettek fel, az érettségi vizsgával rendelkezők pedig ruhaipari technikusi vizsgát tehettek, ugyancsak két év tanulást követően. Akinek ruhaipari szakmai végzettsége és érettségi bizonyítványa volt, egy év alatt modellező szaktechnikusi vizsgát tehetett.
1996-ban vette fel az iskola Tisza Lajos nevét, aki az 1879. évi szegedi nagy árvíz utáni újjáépítésben szerzett elévülhetetlen érdemeket.
Az iskolát 2007-ben összevonták a Kossuth Zsuzsanna Egészségügyi Szakközépiskolával és ezzel működése gyakorlatilag megszűnt.

## Jegyzet
1. ↑  A budapesti 1. sz. Textilipari Technikum később Bolyai János, a győri 2. számú Textilipari Technikum később Rejtő Sándor nevét vette fel.